# Сельцо (Псковский район)
Сельцо — деревня в Псковском районе Псковской области. Входит в состав Серёдкинской волости. 
Расположена на автодороге Псков — Гдов (Р50), в 43 км к северу от Пскова и в 3 км к северу от села Серёдка.
| 2001 | 2002 | 2010 |
| ---- | ---- | ---- |
| 14   | ↗22  | ↘17  |

## Топографические карты
- Лист карты O-35-XVII Новоселье. Масштаб: 1 : 200 000. Издание 1980 г.